# Martin Šonka

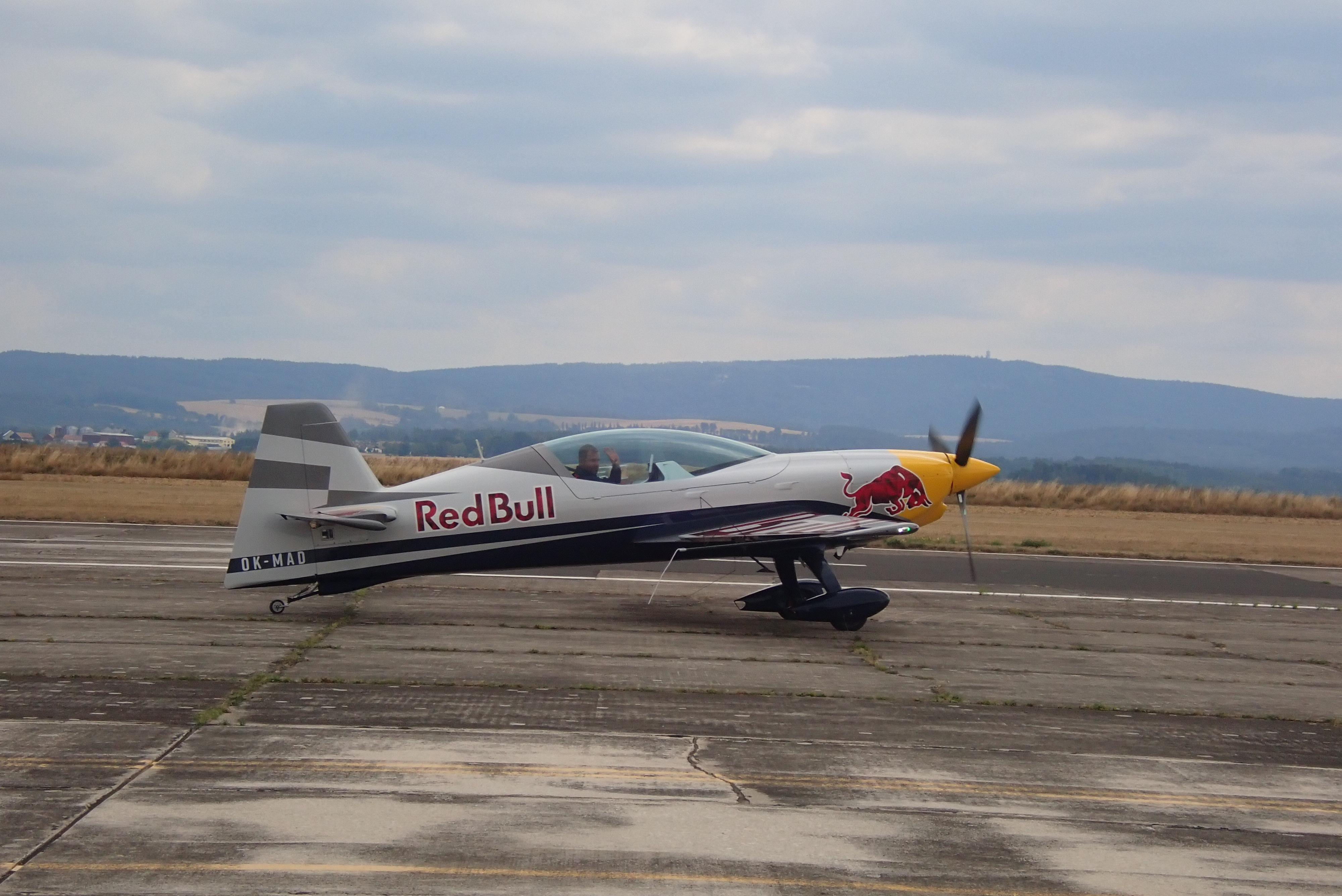
Martin Šonka na Leteckém dni v Chebu 2022 v Extře 300 SR

Martin Šonka (* 26. března 1978, Dvůr Králové nad Labem) je český akrobatický a bývalý bojový pilot vzdušných sil AČR, vicemistr světa, mistr Evropy a České republiky v akrobatickém létání. V roce 2018 se stal vítězem série mezinárodních závodů Red Bull Air Race. Od července 2020 je instruktorem vojenských pilotů Centra leteckého výcviku Pardubice.

## Závody
V roce 2003 se stal poprvé mistrem České republiky a to na kluzáku. V roce 2011 získal stříbro na mistrovství světa ve Freestyle. V srpnu 2016 se stal mistrem Evropy v letecké akrobacii v Moravské Třebové ve Freestyle a v kategorii Unlimited získal 2. místo v celkovém hodnocení. Klasickou akrobacii a letecké show létá na letounu Extra 300 SR.

### Red Bull Air Race

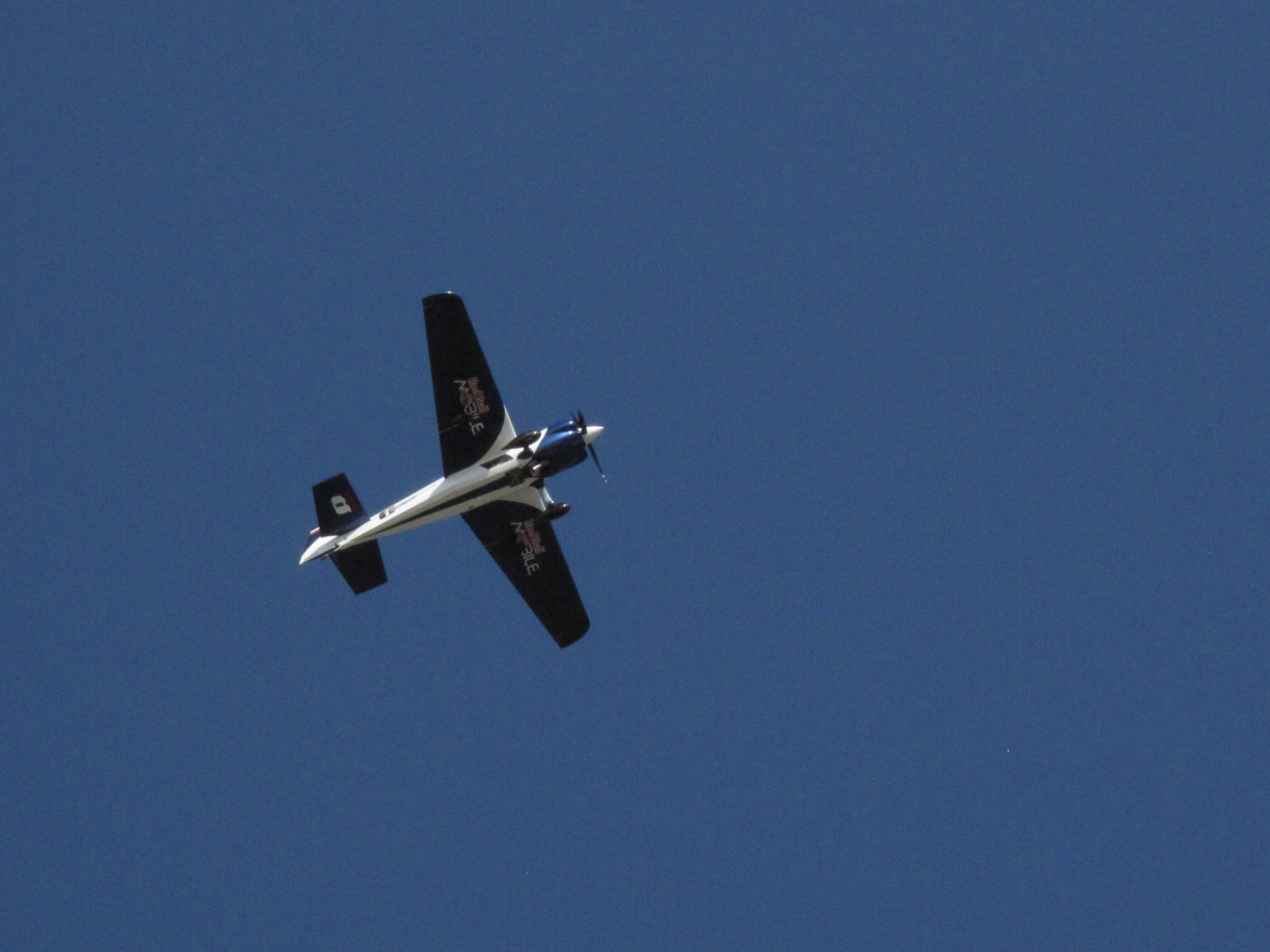
Zivko Edge 540 Martina Šonky v roce 2010

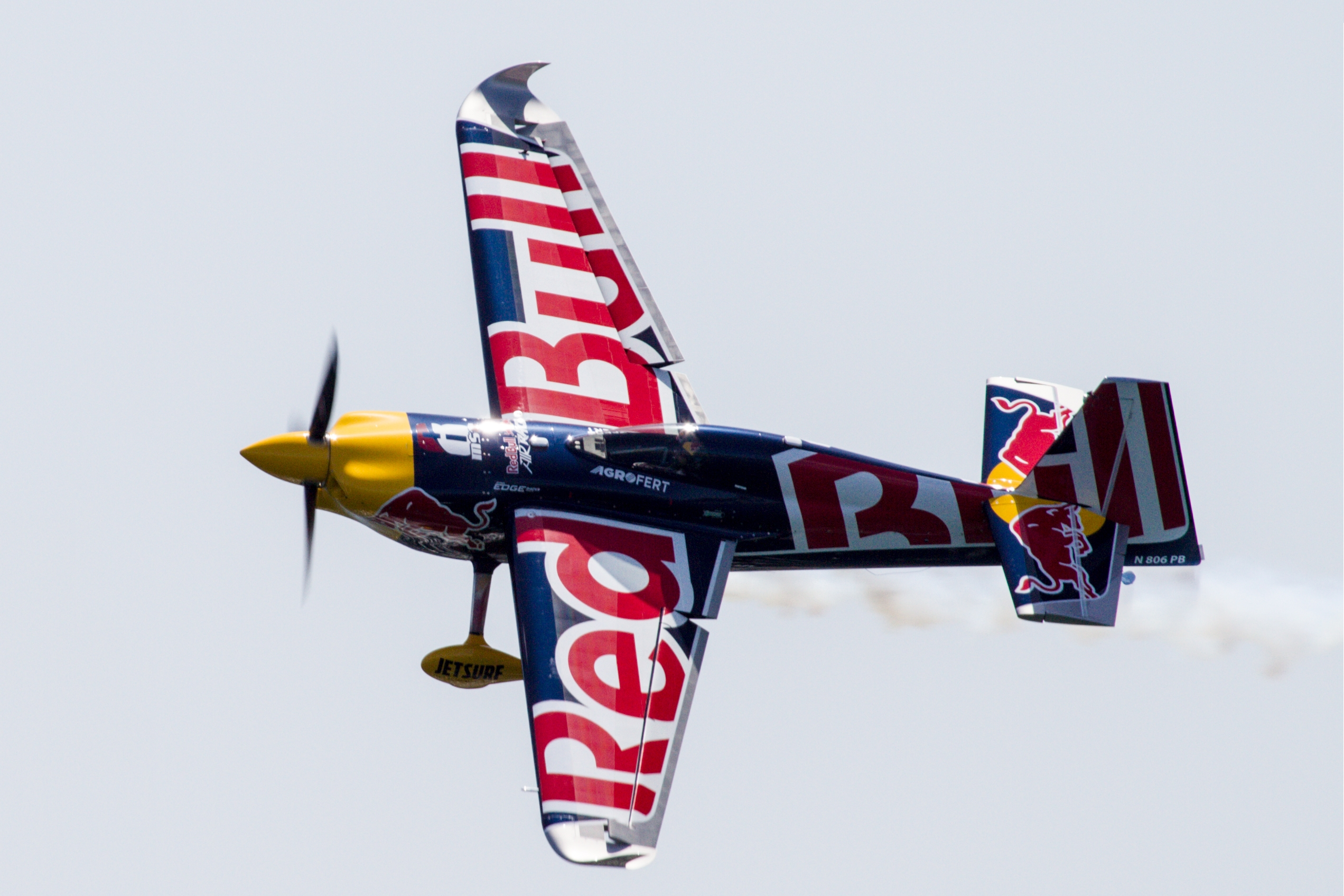
2017 Red Bull Air Race v japonské Čibě - N806PB

V roce 2009 prošel kvalifikačním kempem Red Bull Air Race a obdržel Superlicenci Red Bull Air Race. Do této série závodů se poprvé nominoval v sezóně 2010. V roce 2014 opět létal v obnovené letecké sérii a v posledním závodě sezóny dosáhl na bronzovou medaili. V roce 2016 v RBAR vyměnil letadlo za nejnovější Zivko Edge 540 v3, který byl v roce 2015 dodán Peteru Besenyeimu, a vstoupil do Teamu Red Bull. V celkovém hodnocení se v roce 2017 umístil na druhém místě a v roce 2018 zvítězil.

### Výsledky
2002
- Mistrovství ČR, Sportsman, kluzák, 3. místo

2003
- Mistrovství ČR, Sportsman, kluzák, 1. místo

2004
- Mistrovství ČR, Sportsman, motorový, 1. místo
- Mistrovství ČR, Intermediate, kluzák, 1. místo

2005
- Mistrovství Evropy, Advanced, motorový, 14. místo
- Mistrovství ČR, Advanced, motorový, 4. místo

2006
- Mistrovství Evropy, Unlimited, motorový, 14. místo
- Mistrovství ČR, Unlimited, motorový, 3. místo

2007
- Mistrovství světa, Unlimited, motorový, 29. místo[4]
- Mistrovství ČR, Unlimited, motorový, 2. místo

2008
- Akrobatický světový pohár, Unlimited, motorový, 3. místo[5]
- Mistrovství Evropy, Unlimited, motorový, 17. místo
- Mistrovství ČR, Unlimited, motorový, 1. místo

2009
- Mistrovství světa, Unlimited - Free Style, motorový, 9. místo[6]
- Mistrovství Slovinska, Unlimited, motorový, 1. místo
- World Air Games, Unlimited, motorový, 5. místo

2010
- Red Bull Air Race - 14. místo, 2 body[7]

2011
- Mistrovství světa, Unlimited - Free Style, motorový, 2. místo[8]
- Mistrovství ČR, Unlimited, motorový, 1. místo

2012
- Mistrovství Evropy, Unlimited - Free Style, motorový, 7. místo[9]
- Aerobatic Freestyle Challenge Praha, Free Style, motorový, 1. místo[10]
- Mistrovství ČR, Unlimited, motorový, 1. místo

2013
- Mistrovství světa, Unlimited - Free Style, motorový, 3. místo
- Mistrovství ČR, Unlimited, motorový, 1. místo

2015
- Mistrovství ČR, Unlimited, motorový, 1. místo[11]

2016
- Mistrovství Evropy, Unlimited, 2. místo v klasickém programu, 1. místo ve Freestyle[12][13]
- Mistrovství ČR, Unlimited, motorový, 1. místo[14]

2017
- Red Bull Air Race - 2. místo, 70 bodů[15]

2018
- Red Bull Air Race - 1. místo, 80 bodů
- Mistrovství Evropy na letišti Jindřichův Hradec, Unlimited, 1. místo v klasickém programu, 1. místo ve Freestyle[16]

| Martin Šonka v Red Bull Air Race | Martin Šonka v Red Bull Air Race | Martin Šonka v Red Bull Air Race | Martin Šonka v Red Bull Air Race |
| Rok                              | Umístění                         | Body                             | Jednotlivě                       |
| -------------------------------- | -------------------------------- | -------------------------------- | -------------------------------- |
| 2010                             | 14                               | 2                                | 13,14,13,12,11,11                |
| 2014                             | 8                                | 18                               | 7,6,6,10,9,7,8,                  |
| 2015                             | 4                                | 16                               | 10,10,,,7,4,4,8                  |
| 2016                             | 9                                | 25                               | DSQ,9,,13,5,4,7                  |
| 2017                             | 2                                | 70                               | ,5,,4,9,,,4                      |
| 2018                             | 1                                | 80                               | 4,8,,,10,                        |
| Celkem                           | Celkem                           | Celkem                           | (6/2/5)                          |